# Паньшинка (приток Дона)
Паньшинка (Паншинка) — река в России, протекает в Городищенском и Иловлинском районах Волгоградской области. В верхнем течении называется Сухой Каркагон и Сакарка. Левый приток Дона, формально впадает в Цимлянское водохранилище. Длина реки составляет 56 км. Площадь водосборного бассейна — 929 км².

## География
Сухой Каркагон начинается в балке Каркагон западнее города Дубовка, в нескольких километрах от Волги. В верхнем течении запружена. Течёт на запад, русло на всём протяжении сухое или пересыхающее. На левом берегу хутор Варламов. В посёлке Котлубань слева впадает река Грачи, после чего образуется река Сакарка. Сакарка течёт на северо запад и справа принимает приток Таловая. После слияния Сакарки и Таловой река поворачивает на запад и называется Паньшинка. Река пересекает железнодорожную линию Москва — Волгоград севернее платформы 1036 км. Ниже на левом берегу хутор Сакарка, на двух берегах хутор Паньшино. Паньшинка впадает в Дон в 571 км от устья последнего.

## Данные водного реестра
По данным государственного водного реестра России относится к Донскому бассейновому округу, водохозяйственный участок реки — Дон от впадения реки Хопёр до города Калач-на-Дону, без рек Хопёр, Медведица и Иловля, речной подбассейн реки — Дон между впадением Хопра и Северского Донца. Речной бассейн реки — Дон (российская часть бассейна).
Код объекта в государственном водном реестре — 05010300512107000009477.